# Ivana Habazin
Ivana Habazin (Zlatar, 22 de octubre de 1989) es una boxeadora profesional croata. Es ex campeona mundial de dos pesos, habiendo ostentado el título de peso wélter femenino de la IBF en 2014 y el título de peso mediano femenino de la IBO en 2018.

## Primeros años
Habazin nació el 22 de octubre de 1989 en la ciudad de Zlatar, en la entonces República Socialista de Croacia, perteneciente a la extinta Yugoslavia. Católica, Habazin quería entrar en un monasterio a los 14 años, pero más tarde decidió dedicarse al boxeo, que empezó a entrenar a los 19. Se inspiró para empezar a boxear en la película Rocky.
Tiene un máster en Teología y asiste al colegio Dag Hammarskjöld para obtener un título de especialista en Relaciones Internacionales y Diplomacia.

## Carrera
Habazin debutó como profesional en junio de 2010, contra Edit Szigeti, a la que derrotó por TKO en el primer asalto. Habazin mantuvo su récord de imbatibilidad en sus siguientes nueve combates, logrando victorias por KO contra Emeke Halas, Ava Kovacs y dos veces contra Daniela Bickei, así como victorias por decisión contra Edita Karabeg dos veces, Marija Vuković y dos veces contra Suzana Radovanović.
Su racha de 10 victorias le valió la oportunidad de luchar contra Eva Bajic por el título vacante del peso wélter femenino de la FIB. Bajic ganó el combate por decisión unánime.
Habazin se recuperó de esta derrota con dos victorias por decisión, derrotando a Teodora Georgieva y Borislava Goranova. En marzo de 2014 volvió a disputar el título de la FIB del peso wélter femenino contra Sabrina Giuliani, que ganó el combate por decisión dividida. Posteriormente, se programó para defender su título de la FIB contra Cecilia Brækhus, que era la campeona defensora de la OMB, la AMB y el CMB. Brækhus ganó el combate por decisión unánime.
Una vez más, se recuperó de esta derrota con dos victorias, una contra Galina Gyumliyska y otra contra Dajana Bukva. Estas dos victorias dieron a Habazin la oportunidad de luchar contra la sueca Mikaela Laurén por el título femenino de peso medio del CMB, que ganó por nocaut técnico en el tercer asalto.
Tras esta derrota, Habazin ganó sus dos siguientes combates, por decisión unánime contra Valentina Stanković y Sanja Ristić. Estaba previsto que luchara contra Elene Sikmashvili por el título vacante del peso medio femenino de la Organización Internacional de Boxeo (OIB), Habazin derrotó a Sikmashvili por nocaut técnico en el quinto asalto. Habazin tenía previsto defender su título de la OIB seis meses después contra Gifty Amanua Ankrah. Habazin ganó el combate por decisión unánime. Tres meses después, Habazin disputó la revancha con Eva Bajic, ganando el combate por decisión unánime.
Habazin estaba programada para defender su título por segunda vez contra Claressa Shields en enero de 2020. Esta fue la tercera vez que se programó esta pelea, con Shields retirándose la primera vez debido a una lesión en la rodilla, mientras que la pelea fue cancelada la segunda vez ya que el hermano de Shields, Timothy Johnson, agredió al entrenador de Habazin, James Ali Bashir. Shields ganó la pelea por decisión unánime.
Tenía programado luchar contra Layla McCarter en marzo de 2021. El combate fue reprogramado más tarde para luchar contra Nana Chakhvashvili en abril de 2021 por el título de peso wélter del Consejo Mundial de Boxeo. Ganó la pelea por un TKO en el segundo asalto.

## Combates realizados
| Número | Resultado | Récord | Oponente            | Método             | Fecha                    | Ronda  | Localización  |
| ------ | --------- | ------ | ------------------- | ------------------ | ------------------------ | ------ | ------------- |
| 29     | Derrota   | 23–6   | Natasha Jonas       | Decisión (unánime) | 14 de diciembre de 2024  | 10     | Liverpool     |
| 28     | Victoria  | 23–5   | Kinga Magyar        | Decisión (unánime) | 20 de abril de 2024      | 10     | Zagreb        |
| 27     | Victoria  | 22–5   | Timea Belik         | Decisión (unánime) | 29 de septiembre de 2023 | 6      | Hollywood     |
| 26     | Derrota   | 21–5   | Terri Harper        | Decisión (unánime) | 27 de mayo de 2023       | 10     | Mánchester    |
| 25     | Victoria  | 21–4   | Diana Prazak        | Decisión (unánime) | 22 de octubre de 2022    | 10     | Zabok         |
| 24     | Derrota   | 20–4   | Claressa Shields    | Decisión (unánime) | 10 de enero de 2020      | 10     | Atlantic City |
| 23     | Victoria  | 20–3   | Eva Bajic           | Decisión (unánime) | 8 de diciembre de 2018   | 10     | Zagreb        |
| 22     | Victoria  | 19–3   | Gifty Amanua Ankrah | Decisión (unánime) | 8 de septiembre de 2018  | 10     | Zagreb        |
| 21     | Victoria  | 18–3   | Elene Sikmashvili   | TKO (golpes)       | 16 de marzo de 2018      | 5 (10) | Viena         |
| 20     | Victoria  | 17–3   | Sanja Ristić        | Decisión (unánime) | 29 de octubre de 2017    | 6      | Sarajevo      |
| 19     | Victoria  | 16–3   | Valentina Stanković | Decisión (unánime) | 5 de julio de 2017       | 6      | Kakanj        |
| 18     | Derrota   | 15–3   | Mikaela Laurén      | TKO (golpes)       | 23 de abril de 2016      | 3 (10) | Estocolmo     |
| 17     | Victoria  | 15–2   | Dajana Bukva        | TKO (golpes)       | 5 de diciembre de 2015   | 1 (6)  | Samobor       |
| 16     | Victoria  | 14–2   | Galina Gyumliyska   | PTS                | 29 de noviembre de 2014  | 6      | Samobor       |
| 15     | Derrota   | 13–2   | Cecilia Brækhus     | Decisión (unánime) | 13 de septiembre de 2014 | 10     | Copenhague    |
| 14     | Victoria  | 13–1   | Sabrina Giuliani    | SD                 | 22 de marzo de 2014      | 10     | Herstal       |
| 13     | Victoria  | 12–1   | Borislava Goranova  | PTS                | 30 de noviembre de 2013  | 6      | Zagreb        |
| 12     | Victoria  | 11–1   | Teodora Georgieva   | Decisión (unánime) | 9 de junio de 2013       | 8      | Zadar         |
| 11     | Derrota   | 10–1   | Eva Bajic           | Decisión (unánime) | 22 de marzo de 2013      | 10     | Berlín        |
| 10     | Victoria  | 10–0   | Suzana Radovanović  | PTS                | 22 de septiembre de 2012 | 8      | Nikšić        |
| 9      | Victoria  | 9–0    | Edita Karabeg       | PTS                | 24 de febrero de 2012    | 8      | Opatija       |
| 8      | Victoria  | 8–0    | Zsofia Bedo         | TKO (golpes)       | 20 de noviembre de 2011  | 5 (8)  | Čapljina      |
| 7      | Victoria  | 7–0    | Emeke Halas         | TKO (golpes)       | 1 de octubre de 2011     | 4 (8)  | Samobor       |
| 6      | Victoria  | 6–0    | Milena Koleva       | TKO (golpes)       | 7 de julio de 2011       | 6 (6)  | Zadar         |
| 5      | Victoria  | 5–0    | Edita Karabeg       | PTS                | 28 de mayo de 2011       | 6      | Velika Gorica |
| 4      | Victoria  | 4–0    | Marija Vuković      | Decisión (unánime) | 20 de febrero de 2011    | 6      | Opatija       |
| 3      | Victoria  | 3–0    | Suzana Radovanović  | PTS                | 4 de diciembre de 2010   | 4      | Samobor       |
| 2      | Victoria  | 2–0    | Daniela Bickei      | TKO (golpes)       | 22 de septiembre de 2010 | 3 (4)  | Zadar         |
| 1      | Victoria  | 1–0    | Edit Szigeti        | TKO (golpes)       | 25 de junio de 2010      | 1 (4)  | Velika Gorica |

## Enlaces personales
- Ivana Habazin en Instagram
- Ivana Habazin en X (antes Twitter)

- Datos: Q12633269

- Esta obra contiene una traducción  derivada de «Ivana Habazin» de Wikipedia en inglés, publicada por sus editores bajo la Licencia de documentación libre de GNU y la Licencia Creative Commons Atribución-CompartirIgual 4.0 Internacional.